# Olsen-banden (film fra 1968)
|  | For den norske film af samme navn, se Olsen-Banden (film fra 1969). For andre betydninger af Olsen-banden, se Olsen-banden. |
Olsen-banden er en dansk film fra 1968, instrueret Erik Balling, der sammen med Henning Bahs også har skrevet manuskriptet. Filmen tilhører genrerne kriminalkomedie og farce.
Filmen Olsen-banden er den første af fjorten spillefilm i serien om banden af samme navn, og den første hvor man stifter bekendtskab med dem og deres univers. Banden består af tre medlemmer, hvoraf Egon Olsen er bandelederen, som banden er navngivet efter. Det er Egon, der finder på alle planerne, hvilke kup de skal lave og hvordan - helt ned til mindste detalje og lige på klokkeslættet. De to andre bandemedlemmer, Benny Frandsen og Kjeld Jensen, er blot Egons medhjælpere.
Plakaten til denne film (den første i rækken om Olsen-banden) fremstår ikonisk, da figurerne og Olsen-Banden hviler i den danske filmindustri som et monolitisk varemærke og værk, og den har bandens tre medlemmer som det centrale motiv, som fastfrosset billede af deres gåsegang. Plakaten etablerer visuelt de tre karakterer, deres kropsholdning og visuelle karakteristika, der går igen i alle efterfølgende film. Egon med sin bowlerhat, cigar og posede bukser, Benny med sine lange ben og opsmøgede bukser, og endelig Kjeld med jordemodertaske, nakkehår og store statur. De tre figurer er indrammet med en sort afgrænsning.
Plakaten arbejder med simple, kontrasterende farver og afgrænsede felter. De tre herrer står stærkt, sort på hvidt, mens titlen "Olsen-Banden" står med en klar rød farve på den hvide baggrund, der står som et sindbillede på danskhed og dansk kultur. Ovenover er "Den Forrygende Danske Farce i Farver" skrevet i vekslende farver, og understreger filmens polykrome format, samt understreger filmen som et dansk kulturprodukt.
Der optræder flere transportmidler i filmen, men de mest usædvanlige er utvivlsomt et klaver og et flygel i en scene, hvor Egon, Benny og Kjeld er på flugt fra kriminalassistent Mortensen. Kjeld og Mortensen ender i bagagerummet af en flyttebil, og da Benny bremser op, ruller Kjeld og kriminalassistent Mortensen ud af bilen. Kjeld på et flygel og Mortensen i klaveret.
Filmen var ikke planlagt som et led i en række af 14 film. Og i modsætning til efterfølgerne gennemsyres filmen af seksuelle nuancer. Pornografien var lige blevet lovliggjort i Danmark i 1969, da filmen havde premiere, hvorfor temaet fremstår bastant.

## Handling
Da Olsen-banden forsøger at bryde ind i cigarforretningen i Murergade, smadrer de ved en fejl hele butiksvinduet, så politiet dukker hurtigt op for at arrestere Egon Olsen, der som den eneste ikke er flygtet fra gerningsstedet.
Da Egon bliver løsladt fra fængslet, bliver han afhentet af Benny, Kjeld og børnene Børge, Birger, samt deres lillesøster. Efter en formaning om at holde sig på måtten fra kriminalassistent Mortensen, der lover at holde et vågent øje med Egon, kører banden til stamværtshuset og bordellet Hamlet, hvor det bliver til en omgang øl med værtshusholderen Hansen. Mens Egon forsvinder "ovenpå" med glædespigen Connie, får Benny og Børge sig et slag billard, samtidig ringer Kjeld hjem til Yvonne og får sig en ordentlig skideballe for at være taget på værtshus og have taget børnene med.
Efter en hurtig hyrdetime afslører Egon for Benny og Kjeld, at han har store planer. Det drejer sig naturligvis om millioner af kroner. Planen handler om den såkaldte Kejseropsats, som er et nationalt tysk kulturklenodie vurderet til 12 millioner kroner, og som udstilles i København i anledning af den tyske kulturuge. Sikkerheden omkring Kejseropsatsen er helt i top – den udstilles f.eks. i en montre, som sænkes ned i en sikret kælder ved den mindste berøring, og den er desuden videoovervåget og bevogtet af politiet repræsenteret af kriminalassistent Mortensen. Alligevel planlægger Egon at stjæle den.
De tre bandemedlemmer og Børge aflægger et sonderingsbesøg på museet, hvor opsatsen udstilles. Her støder de ind i kriminalassistent Mortensen, der advarer banden mod at forsøge på noget. Mortensen kommer til at læne sig op ad montren, hvorved banden meget belejligt får demonstreret alarmeringsproceduren – montren sænkes ned i kælderen, museets døre lukkes og en stor politistyrke tilkaldes.
Banden forbereder kuppet grundigt ved at undersøge, hvor lang tid det tager at lokke Mortensen ud af museet, Kejseropsatsens nøjagtige placering, flugtrutens længde og hvor meget sprængstof, der skal bruges til at sprænge hul i et kloakrør. Det er planen, at banden efter kuppet inden politiet opdager hvad der er sket, flygter til lufthavnen, hvor de skal mødes med Kjelds familie og Bennys forlovede Ulla, hvorfra de samlet flygter videre til Mallorca.
Men allerede dagen før kuppet går der noget galt. Ingen har penge til at betale for flybilletterne. Benny prøver at skaffe pengene ved at få sin forlovede til at skrive under på en modelkontrakt til 5000 kr., men da han når frem til hende, har hun allerede skrevet under og brugt pengene til en pels. I stedet bliver løsningen at konfiskere Kjelds søn Birgers bankbog.
Selve kuppet går næsten som planlagt. Olsen-banden bryder ubemærket ind i den sikrede kælder via kloaksystemet. Kriminalassistent Mortensen lokkes ud af museet, hvor han opdager Connies ulovligt parkerede bil, som han naturligvis bliver nødt til at notere. Inde på museet lokker Børge en anden dreng til at røre montren med Kejseropsatsen, hvorved alarmen udløses. Museets døre lukkes automatisk, og Kejseropsatsen sænkes ned i den sikrede kælder til Olsen-banden, der nemt kan stjæle opsatsen og flygte fra gerningsstedet. Desværre taber Benny et foto af sig selv og Ulla ud ad sin lomme i kælderen.
På vej til lufthavnen går det dog galt. Bandens bil løber tør for benzin, og de bliver hurtigt opsøgt af et par betjente, der beslaglægger bilen på grund af ratslør, manglende slidbane på dækkene, tæret undervogn m.m. Kejseropsatsen i bagagerummet opdager betjentene dog ikke.
Samtidig finder kriminalassistent Mortensen billedet af Benny og Ulla i den sikrede kælder, og selvom rigspolitichefen er sikker på, at kuppet er begået af internationale forbrydere, bliver de enige om at efterlyse Olsen-banden alligevel. Så Mortensen går på jagt efter banden... Han fanger den næsten helt tilfældigt bag ved politigården, hvor de er i gang med at røve Kejseropsatsen tilbage igen fra deres bil, der er opmagasineret i en indhegning med hundevagt. Det mislykkes dog for Mortensen, idet han ender med at blive jagtet væk af vagthunden, der ellers var ved at ødelægge Olsen-bandens forehavende.
Banden skjuler den generobrede Kejseropsats i Kjelds datters barnevogn, og på vej hjem kommer banden forbi stamværtshuset, hvor de lige skal ind at læse (og prale med) avisartiklerne om kuppet sammen med glædespigerne "ovenpå". Yvonne kommer tilfældigvis forbi værtshuset og opdager den parkerede barnevogn udenfor, og da Kjeld ikke er at finde i selve værtshuset men oppe hos glædespigerne, tager hun barnevognen og efterlader besked om, at hun rejser hjem til sin mor.
Med politiet i hælene forsøger banden at indhente Yvonne og børnenes tog, men de løber hele tiden tør for benzin og er derfor flere gange nødt til at stjæle en ny bil at køre videre i. Det forvirrer tilsyneladende politiet, at banden flere gange skifter bil, og på et tidspunkt kommer glædespigerne fra Hamlet banden til undsætning ved at distrahere fire motorcykelbetjente, der ellers havde omringet banden, som igen kan flygte i pigernes bil.
Da banden endelig indhenter toget, kan de ikke få udleveret barnevognen med tyvekosterne fra Yvonne, der fortsat er ude af sig selv over Kjelds opførsel. Derfor beslutter de at frakoble godsvognen, hvor barnevognen befinder sig, og derefter stjæle barnevognen. De ender på en station, hvor de tilfældigvis igen møder kriminalassistent Mortensen, der næsten fanger dem, men de når i sidste øjeblik at flygte i en flyttebil fra et pianotransportfirma med læsserampen nede. Kriminalassistenten er imidlertid en formidabel løber, der indhenter vognen og når via rampen op i vognens bagagerum. Ved en brat opbremsning på en bakke, glider barnevognen imidlertid ud ad bilen sammen med et flygel og et klaver samt Kjeld og Mortensen.
Mortensen kommer til skade ved uheldet, men bliver alligevel degraderet til patruljerende gadebetjent af sin chef. Banden får igen fat i barnevognen, men først nu opdager de imidlertid, at Kejseropsatsen slet ikke er i barnevognen, hvilket betyder at alle deres strabadser var til ingen verdens nytte. Opsatsen er i stedet i Kjelds søn Birgers varetægt på vej hjem til Yvonnes mor, camoufleret som en pakke. Og mens Egon fortsætter jagten på Kejseropsatsen i flyttebilen, trasker Kjeld og Benny nedtrykte af sted med den tomme barnevogn. De bliver dog hurtigt samlet op af hhv. Ulla og Yvonne med børnene, der begge er blevet glade igen. Da Egon ved et færgeleje forsøger at sælge flyttebilen for 5 kr. for at få råd til færgebilletten, bliver en havnearbejder mistænksom og kontakter Mortensen, som straks rykker ud for at arrestere Egon Olsen ved færgen. Han formår dog kun at køre direkte i havnen i stedet for at arrestere Olsen.
Samtidig bliver pakken med Kejseropsatsen afleveret på politistationen af Birger, der til gengæld gerne vil have findeløn.

## Medvirkende
- Ove Sprogøe – Egon Olsen
- Morten Grunwald – Benny Frandsen
- Poul Bundgaard – Kjeld Jensen
- Peter Steen – Kriminalassistent Mortensen
- Kirsten Walther – Yvonne Jensen
- Jes Holtsø – Børge Jensen, Kjelds søn
- Poul Reichhardt – Rigspolitichef
- Lotte Tarp – Ulla, Bennys forlovede
- Grethe Sønck – Glædespigen Connie
- Ole Monty – Sherif
- Paul Hagen – Værtshusholder Hansen
- Arthur Jensen – Godsbanearbejder
- Ejner Federspiel – Togkonduktør
- Poul Thomsen – Politibetjent
- Ulf Pilgaard – Modelfotograf
- Ebba Amfeldt – Ekspedient i sexkiosk
- Einar Juhl – Tysk ambassadør
- Valsø Holm – Mand med defekt bil
- Hanne Løye – Prostitueret
- Benny Hansen – Motorcykelbetjent
- Edward Fleming – Motorcykelbetjent
- Solveig Sundborg – Dame der skriger
- Bjørn Puggaard-Müller – Betjent med pornobøger
- Ego Brønnum-Jacobsen – Museumsdirektør
- Søren Rode – Mand ved busstoppested
- Gunnar Strømvad – Nattevagt
- Gunnar Bigum – Knallertbetjent
- Bjørn Spiro – Mand der bliver skygget
- Claus Nissen – Motorcykelbetjent
- Asger Clausen – Birger Jensen, Kjelds søn